# 臨床現場即時検査
臨床現場即時検査(Point of care testing:POCT)とは医療現場で迅速に実施される検査。

## 概要
従来の医療における検査では検査の試料を検査室に持ち込んだり、被検者が検査室に赴いて実施されていた。臨床現場即時検査では被検者の傍らで行われる検査，あるいは被検者自らが行う検査で迅速に結果が判定されると定義される。それにより被検者のクオリティ・オブ・ライフの向上が期待される。口腔内粘膜、呼気、血液、唾液、尿等を検体としてもちいることで手軽に非侵襲での判定を企図する。

## 例
開発途上国のような医療の後進地域では十分な設備がなく、専門的な知識を備えた人材も限られている例が少なからずあり、伝染病の感染を食い止めるために支障をきたす事例が多々ある。臨床現場即時検査を導入することにより伝染病の感染の有無を迅速に判定することにより感染の拡大を食い止め迅速に対応、治療を可能にする。従来であれば専用の設備を必要とした結核の判定においてTB-LAM“SILVAMP”やAlere Determine TB LAMAgのようにハロゲン化銀の増幅作用を応用して結核の感染者を判別する試薬も実用化されつつある。

## 対象
以前は対象が限られていたが、技術革新により、徐々に増えつつある。
- 血糖値検査
- 妊娠検査
- 禁止薬物検査

等